# Ривз, Амброз
Ричард Амброз Ривз (англ. Richard Ambrose Reeves, 6 декабря 1899 — 23 декабря 1980) — англиканский священник, епископ Йоханнесбурга, историк ЮАР и активный участник движения против режима апартеида. 
Депортированный южноафриканскими властями, был генеральным секретарём Студенческого христианского движения в 1962–1965 годах и президентом Движения против апартеида с 1970 года до своей смерти. 
Удостоен высшей награды Африканского Национального Конгресса — медали Изитваландве (1980).